# Крювель, Людвиг
Людвиг Крювель (нем. Ludwig Crüwell; 20 марта 1892 — 25 сентября 1958) — немецкий офицер, участник Первой и Второй мировых войн, генерал танковых войск, кавалер Рыцарского креста с Дубовыми листьями.

## Начало военной карьеры
В марте 1911 года поступил на военную службу, фанен-юнкером (кандидат в офицеры), в драгунский полк. С августа 1912 года — лейтенант.

## Первая мировая война
Командовал ротой. С января 1916 года — старший лейтенант. За время войны награждён Железными крестами обеих степеней.

## Между мировыми войнами
Продолжил службу в рейхсвере. К началу Второй мировой войны — начальник отдела штаба сухопутных сил, полковник.

## Вторая мировая война
С 23 октября 1939 года — заместитель начальника штаба 16-й армии. С декабря 1939 года — генерал-майор.
В мае-июне 1940 года — участвовал во Французской кампании. Награждён планками к Железным крестам обеих степеней (повторное награждение).
С 1 августа 1940 по 14 августа 1941 года — командир 11-й танковой дивизии. Вместе с дивизией, в апреле 1941 года — участвовал в захвате Югославии. По итогам кампании 14 мая 1941 года Награждён Рыцарским крестом.
С 22 июня 1941 года — участвовал в германо-советской войне. Бои на Украине. 1 сентября 1941 года — награждён Дубовыми листьями к Рыцарскому кресту (№ 34).
С 1 сентября 1941 года — командующий Немецким корпусом «Африка». С 17 декабря 1941 года — в звании генерал танковых войск.
В марте 1942 года — временно командовал танковой армией «Африка».
29 мая 1942 года — вылетел на авиаразведку на самолёте «Шторьх», был сбит и взят в британский плен (отпущен на свободу в апреле 1947).

## Награды
- Железный крест 2-го класса (20 сентября 1914) (Королевство Пруссия)
- Железный крест 2-го класса (17 сентября 1916)
- Ганзейский крест Гамбурга
- Силезский Орёл 1-й степени (Веймарская республика)
- Почётный крест Первой мировой войны 1914/1918 с мечами
- Медаль «За выслугу лет в вермахте» с 4-го по 1-й класс
- Пряжка к Железному кресту 2-го класса (22 мая 1940)
- Пряжка к Железному кресту 1-го класса (6 июня 1940)
- Рыцарский крест Железного креста с дубовыми листьями
  - рыцарский крест (14 мая 1941)
  - дубовые листья (№ 34) (1 сентября 1941)
- Нагрудный знак «За танковую атаку» в серебре
- Манжетная лента «Африка»
- Медаль «За воинскую доблесть» в серебре (Королевство Италия)
- Упоминание в Вермахтберихт (2 июня 1942)